# 대한민국 상법 제651조의2
대한민국 상법 제651조의2는 서면에 의한 질문의 효력에 대한 상법 보험법의 조문이다. 

## 조문
상법 제651조의2 (서면에 의한 질문의 효력) 보험자가 서면으로 질문한 사항은 중요한 사항으로 추정한다.